# Miomir Kecmanović
Miomir Kecmanović (Servisch: Миомир Кецмановић) (Belgrado, 31 augustus 1999) is een tennisser uit Servië.

## Palmares
| Legenda               |
| --------------------- |
| Grand Slam            |
| Olympische Spelen     |
| ATP Finals            |
| ATP Tour Masters 1000 |
| ATP Tour 500          |
| ATP Tour 250          |

### Enkelspel
| Nr.                  | Datum             | Toernooi         | Ondergrond | Tegenstanders in finale | Score               |         |
| -------------------- | ----------------- | ---------------- | ---------- | ----------------------- | ------------------- | ------- |
| gewonnen finales     |                   |                  |            |                         |                     |         |
| 1.                   | 13 september 2020 | ATP Kitzbühel    | Gravel     | Yannick Hanfmann        | 6-4, 6-4            | details |
| verloren finales     |                   |                  |            |                         |                     |         |
| 1.                   | 29 juni 2019      | ATP Antalya      | Gras       | Lorenzo Sonego          | 7-6(5), 6-7(5), 1-6 | details |
| 2.                   | 19 februari 2023  | ATP Delray Beach | Gravel     | Taylor Fritz            | 0–6, 7–5, 2–6       | Details |
| 3.                   | 9 april 2023      | ATP Estoril      | Gravel     | Casper Ruud             | 2–6, 6–7(3)         | Details |
| gewonnen challengers |                   |                  |            |                         |                     |         |
| 1.                   | 29 oktober 2017   | Suzhou           | Hardcourt  | Radu Albot              | 6-4, 6-4            |         |
| 2.                   | 4 november 2018   | Shenzhen         | Hardcourt  | Blaž Kavčič             | 6-2, 2-6, 6-3       |         |

### Dubbelspel
| Nr.                               | Datum           | Toernooi      | Ondergrond | Partner          | Tegenstanders in finale    | Score    | Details |
| --------------------------------- | --------------- | ------------- | ---------- | ---------------- | -------------------------- | -------- | ------- |
| gewonnen finales mannendubbelspel |                 |               |            |                  |                            |          |         |
| 1.                                | 6 augustus 2022 | ATP Los Cabos | Hardcourt  | William Blumberg | Raven Klaasen Marcelo Melo | 6–0, 6–1 | Details |
| verloren finales mannendubbelspel |                 |               |            |                  |                            |          |         |
| 1.                                | 9 april 2023    | ATP Estoril   | Gravel     | Nikola Čačić     | Sander Gillé Joran Vliegen | 3–6, 4–6 | Details |

## Resultaten grote toernooien
| Legenda | Legenda                          |
| ------- | -------------------------------- |
| g.t.    | geen toernooi gehouden           |
| l.c.    | lagere categorie                 |
| –       | niet deelgenomen                 |
| G       | uitgeschakeld in de groepsfase   |
| 1R      | uitgeschakeld in de eerste ronde |
| 2R      | uitgeschakeld in de tweede ronde |
| 3R      | uitgeschakeld in de derde ronde  |
| 4R      | uitgeschakeld in de vierde ronde |
| KF      | uitgeschakeld in de kwartfinale  |
| HF      | uitgeschakeld in de halve finale |
| F       | de finale verloren               |
| W       | het toernooi gewonnen            |
| w-v     | winst/verlies-balans             |

### Enkelspel
| grandslamtoernooien |      |      |      |      |      |      |
| Australian Open     | –    | 1R   | 1R   | 2R   | 4R   | 1R   |
| Roland Garros       | –    | 2R   | 1R   | 2R   | 3R   |      |
| Wimbledon           | –    | 2R   | g.t. | 2R   | 2R   |      |
| US Open             | –    | 2R   | 2R   | 1R   | 3R   |      |
| ATP Masters 1000    |      |      |      |      |      |      |
| Indian Wells        | –    | KF   | g.t. | 1R   | KF   | 2R   |
| Miami               | 1R   | 2R   | g.t. | 2R   | KF   | 3R   |
| Monte Carlo         | –    | –    | g.t. | 1R   | –    | 1R   |
| Madrid              | –    | –    | g.t. | 1R   | 2R   | 2R   |
| Rome                | –    | –    | 1R   | 1R   | 1R   |      |
| Montreal/Toronto    | –    | –    | g.t. | 1R   | 1R   |      |
| Cincinnati          | –    | 3R   | –    | 1R   | 2R   |      |
| Shanghai            | –    | 1R   | g.t. | g.t. | g.t. |      |
| Parijs              | –    | –    | 2R   | 1R   | 1R   |      |
| Olympische Spelen   |      |      |      |      |      |      |
| Olympische Spelen   | g.t. | g.t. | g.t. | 2R   | g.t. | g.t. |
| statistieken        |      |      |      |      |      |      |
| titels per jaar     | 0    | 0    | 1    | 0    | 0    | 0    |
| eindejaarsranking   | 132  | 59   | 44   | 69   | 29   |      |

### Dubbelspel
| grandslamtoernooien |      |      |      |      |      |
| Australian Open     | –    | 1R   | 2R   | 1R   | –    |
| Roland Garros       | 2R   | 1R   | 1R   | 2R   |      |
| Wimbledon           | –    | g.t. | –    | –    |      |
| US Open             | 3R   | –    | 1R   | 1R   |      |
| ATP Masters 1000    |      |      |      |      |      |
| Indian Wells        | –    | g.t. | –    | –    | –    |
| Miami               | 1R   | g.t. | KF   | –    | 2R   |
| Monte Carlo         | –    | g.t. | –    | –    | –    |
| Madrid              | –    | g.t. | –    | –    | –    |
| Rome                | –    | –    | –    | –    |      |
| Montreal/Toronto    | –    | g.t. | 1R   | –    |      |
| Cincinnati          | –    | –    | –    | –    |      |
| Shanghai            | –    | g.t. | g.t. | g.t. |      |
| Parijs              | –    | –    | –    | –    |      |
| Olympische Spelen   |      |      |      |      |      |
| Olympische Spelen   | g.t. | g.t. | –    | g.t. | g.t. |
| statistieken        |      |      |      |      |      |
| titels per jaar     | 0    | 0    | 0    | 1    | 0    |
| eindejaarsranking   | 189  | 250  | 276  | 187  |      |